# Acetylacetonát titanitý
Acetylacetonát titanitý, zkráceně Ti(acac)3, je titanitý komplex s acetylacetonátovými (acac) ligandy, patřící mezi acetylacetonáty kovů. Jedná se o modrou pevnou látku, citlivou na vzduch, rozpustnou v nepolárních organických rozpouštědlech. Připravuje se reakcí chloridu titanitého s acetylacetonem v zásaditém prostředí. Je paramagnetický.

## Struktura a použití
Acetylacetonát titanitý má deformovanou oktaedrickou strukturu. Průměrné délky vazeb Ti-O jsou 201,6 pro axiální a 201,2 pm pro ekvatoriální vazby, rozdíly způsobuje Jahnův–Tellerův efekt. Ti(acac)3 má axiální chiralitu a vytváří tak Δ- a Λ-enantiomer. 
Jedná se o prekurzor Zieglerových–Nattových katalyzátorů.